# More of Old Golden Throat
More of Old Golden Throat je kompilacijski album Johnnyja Casha, objavljen 1969. u izdanju Columbia Recordsa. Sastavljen od singl strana koje se prije nisu pojavljivale na albumima (uz iznimke "Honky-Tonk Girl" i "Lorena"), album uglavnom čine manje poznate pjesme, iako su se "You Beat All I Ever Saw" i "Second Honeymoon" probile na 20. i 15. poziciju country ljestvica. Pjesme broj 4, 7, 10 i 13 su instrumentali originalno pripisani tzv. "The Tennessee Two and Friend".

## Popis pjesama
1. "Bottom of the Mountain" (Don McKinnon) – 2:29
2. "You Beat All I Ever Saw" (Cash) – 2:10
3. "Put the Sugar to Bed" (Johnny Cash, Maybelle Carter) – 2:24
4. "Blues for Two" (Luther Perkins) – 2:10
5. "Girl in Saskatoon" (Cash, Johnny Horton) – 2:16
6. "Time and Time Again" (Johnny Cash, June Carter Cash) – 2:12
7. "Jeri and Nina's Melody" (Marshall Grant, Perkins) – 2:44
8. "Honky Tonk Girl" (Chuck Harding, Hank Thompson) – 2:00
9. "Locomotive Man" (Cash) – 2:50
10. "Bandana" (Cash) – 2:15
11. "Second Honeymoon" (Autry Inman) – 1:56
12. "I'll Remember You" (Cash) – 2:07
13. "Wabash Blues" (Fred Meinken, Dave Ringle) – 2:18
14. "Lorena" (Charlie Williams) – 1:56
15. "Roll Call" (B.J. Carnahan) – 2:27

## Izvođači
- Johnny Cash - vokali
- Luther Perkins, Johnny Western - gitara
- Bob Johnson - gitara, čembalo
- Norman Blake - gitara, dobro
- Marshall Grant - bas
- Buddy Harman, W.S. Holland, Fury Kazak - bubnjevi
- Floyd Cramer, Harold Bradley, James Wilson - klavir
- Boots Randolph - saksofon
- Anita Kerr, The Carter Family - prateći vokali

## Ljestvice
Singlovi - Billboard (Sjeverna Amerika)
| Godina | Singl                     | Ljestvica        | Pozicija |
| ------ | ------------------------- | ---------------- | -------- |
| 1960.  | "Second Honeymoon"        | Country singlovi | 15       |
| 1960.  | "Second Honeymoon"        | Pop singlovi     | 79       |
| 1967.  | "You Beat All I Ever Saw" | Country singlovi | 20       |

## Vanjske poveznice
- Podaci o albumu i tekstovi pjesama